# Château Léoville Poyferré
Pour les articles homonymes, voir Leoville et Poyferré.
Ne doit pas être confondu avec Château Léoville Las Cases ou Château Léoville Barton.
Le château Léoville Poyferré est un domaine viticole situé à Saint-Julien-Beychevelle en Gironde. En AOC saint-julien, il est classé deuxième grand cru au classement de 1855. Le domaine comprend 60 hectares en vigne.

## Histoire

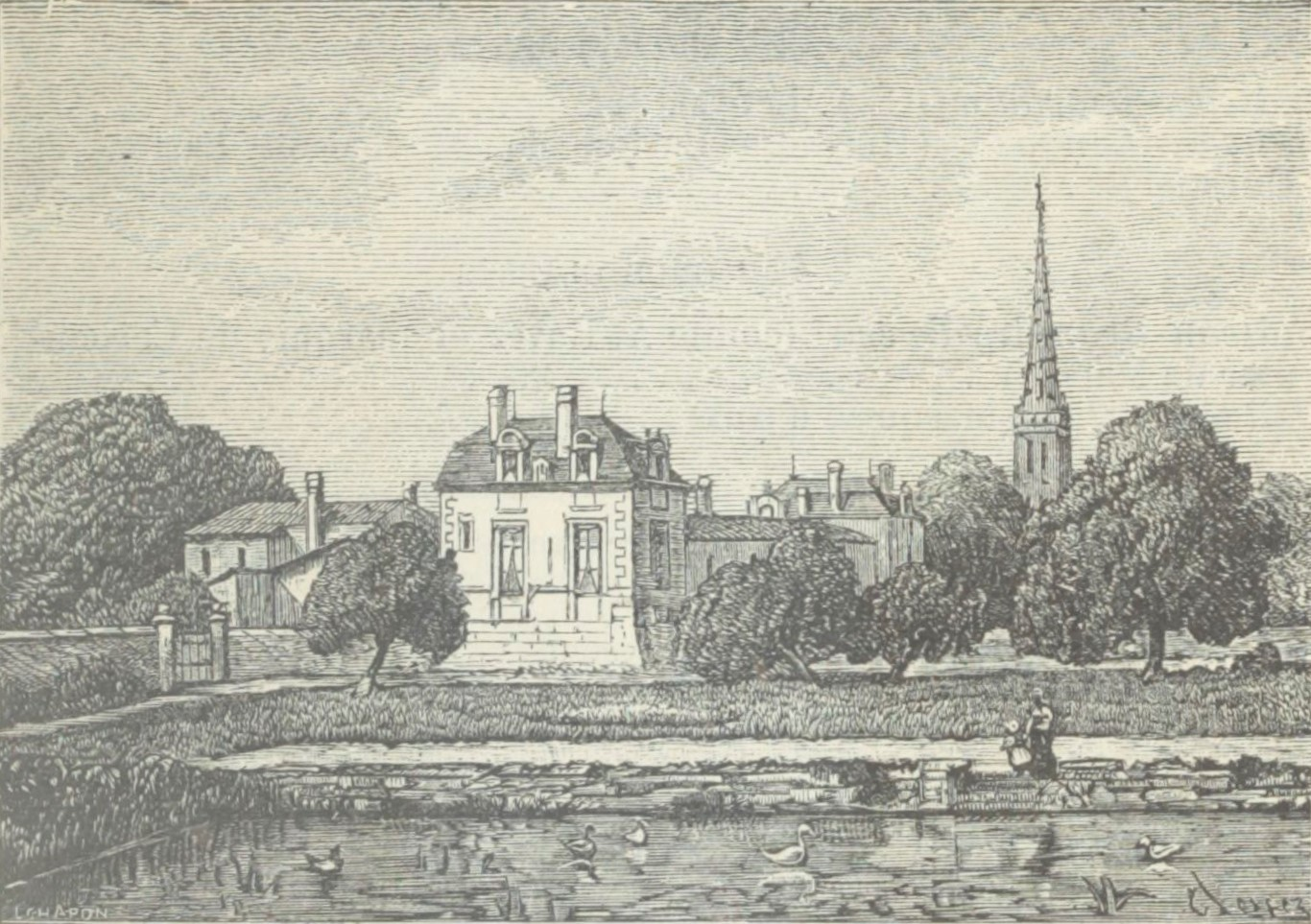
Illustration du château Léoville Poyferré en 1898.

Le domaine de Léoville formait jusqu'au XIXe siècle un des plus vastes et des plus anciens crus du Médoc. Il s'étendait du vignoble de Château Beychevelle jusqu'au Château Latour à Pauillac. Il a été divisé en trois parties :
- Château Léoville Las Cases ;
- Château Léoville Barton ;
- Château Léoville Poyferré.

Le Château Léoville Poyferré naît en 1840, lorsque la fille du marquis de Las Cases épouse le baron Jean-Marie de Poyferré de Cère, emportant ainsi sa part du grand vignoble Léoville. En 1920, la société civile des domaines de Saint-Julien, une propriété de la famille Cuvelier, reprend le domaine. C'est actuellement Didier Cuvelier qui est aux commandes.

## Terroir

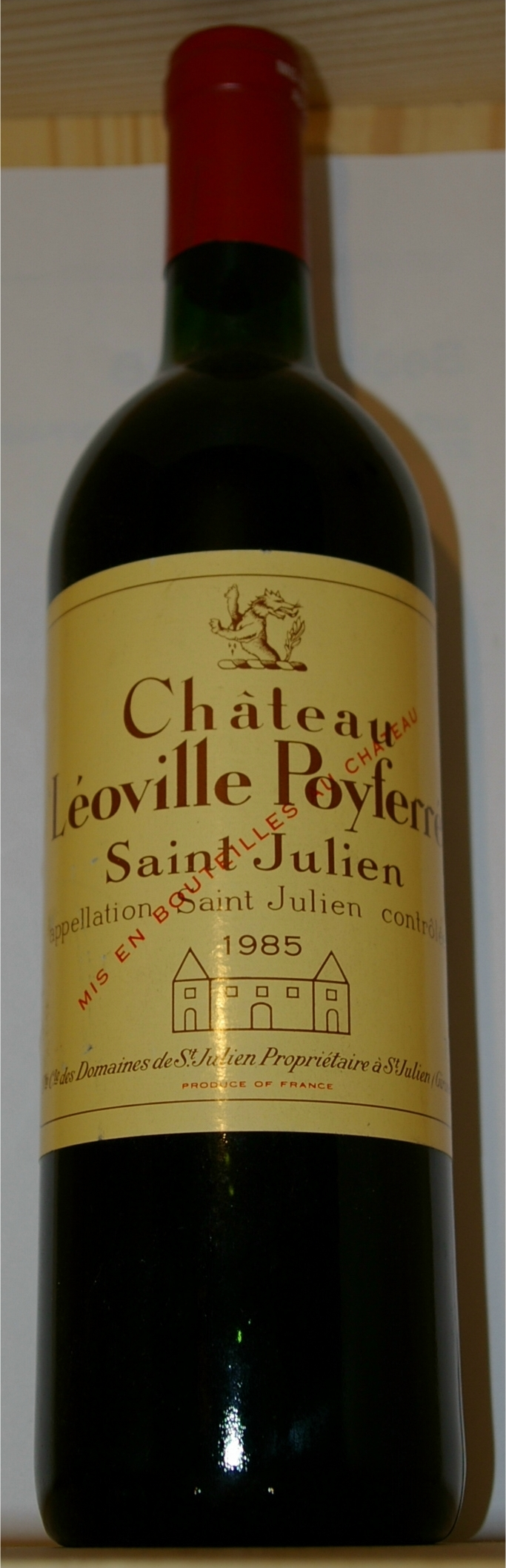
Léoville-Poyferré 1985

Le vignoble de Château Léoville Poyferré présente un encépagement comme suit :
- 68 % cabernet sauvignon,
- 24 % merlot,
- 6 % cabernet franc,
- 2 % petit verdot.

## Vins
Depuis 1995, la vinification a évolué sous les impulsions de l'œnologue Michel Rolland. L'extraction est plus importante grâce à des remontages plus fréquents lors de la cuvaison. Depuis 2010, de nouvelles cuves tronconique en acier inoxydable remplacent au fur et à mesure l'ancienne cuverie. La fermentation malolactique a lieu en barriques neuves pour le vin de goutte et en cuves pour le vin de presse. À la fin de la fermentation malolactique, le vin séjourne environ 20 mois dans des barriques de chêne neuves renouvelées en moyenne à hauteur de 80 % chaque année.